# Vingtaine Bas de la Vallée
Die Vingtaine Bas de la Vallée ist eine der sechs Verwaltungseinheiten (vingtaines) der Gemeinde (Parish) Saint Lawrence auf der Kanalinsel Jersey. Sie entstand 1965 durch Teilung der Vingtaine de la Vallée in einen oberen (Haut de la Vallée) und unteren (Bas de la Vallée) Teil.
Größere Siedlungseinheiten sind die Ortschaft Millbrook mit ihrer Glaskirche St. Matthew’s Church und die noch im Bau befindliche Siedlung Bel Royal an der Bucht von St. Aubin. Direkt neben der Glaskirche befindet sich der Coronation Park.

## Einzelnachweis
1. ↑  Gesetzestext auf jerseylaw.je. Abgerufen am 4. September 2017

Koordinaten: 49° 12′ N, 2° 9′ W